# Chi Girl
Chi Girl es una película escrita, producida y dirigida en 1999 por Heidi van Lier. Protagonizada por la propia Van Lier, la película es un falso documental, rodado en blanco y negro.

## Sinopsis
Van Lier interpreta a Heather, una mujer de Chicago que piensa que puede acostarse con cualquier hombre simplemente porque todos los hombres anhelan sexo. Un camarógrafo la graba en su búsqueda por "echar un polvo". Mientras intenta (sin éxito) probar su teoría sobre los hombres, también acecha a su exnovio. El hombre detrás de la cámara queda fascinado con ella. Heather finalmente encuentra un nuevo novio y, como resultado, comienza a cuidar mejor su apariencia. Ella le dice al camarógrafo que la filmación ha terminado, pero en su fascinación, él no deja de filmar y comienza a acosarla. Con frecuencia lo ve con su cámara y le dice que la deje en paz. Su nuevo novio rompe con ella, y ella vuelve a sus viejas costumbres, y una vez más permite que el camarógrafo la filme, pero esta vez sin sonido. Luego sube a un tren hacia un destino desconocido. El camarógrafo observa cómo se va el tren y decide esperarla hasta que regrese.

## Premios
- 1999 Slamdance Film Festival: Gran Premio del Jurado
- 1999 Chicago Alt. Film Fest: Premio del Jurado, Mejor Director